# Шелепов, Виктор Григорьевич
Виктор Григорьевич Шелепов (28 марта 1956, Новоалтайск, Алтайский край — 13 июля 2021) — советский и российский учёный в области ветеринарии и северного оленеводства, член-корреспондент РАСХН (1997), член-корреспондент РАН (2014).

## Биография
Окончил Алтайский СХИ (1979) и до 1980 г. работал там же ассистентом кафедры паразитологии и ветсанэкспертизы.
- 1980—2000 — старший научный сотрудник Центральной н.-и. лаборатории пантового оленеводства (1980—1984), младший научный сотрудник (1984—1988), старший научный сотрудник (1988—1990), заместитель директора по научной работе (1990—1993), директор (1993—2000) НИИ сельского хозяйства Крайнего Севера.
- 2001—2002 — заместитель директора по научной работе Института экспериментальной ветеринарии Сибири и Дальнего Востока.
- 2002—2016 — начальник отдела животноводства, ветеринарии и проблем Крайнего Севера Президиума СО РАСХН.
- с 2016 г. — заведующий лабораторией Федерального государственного бюджетного учреждения науки «Сибирский федеральный научный центр агробиотехнологий» РАН.

Доктор сельскохозяйственных наук (1994), член-корреспондент РАСХН (1997), член-корреспондент РАН (2014).
Автор новой технологии заготовки пантов и их переработки на биологически активные вещества и лекарства.
Опубликовал более 200 научных трудов, в том числе 14 монографий. Получил 10 авторских свидетельств и патентов на изобретения.
Награждён медалями РФ, золотой и серебряной медалями ВДНХ (1988).
Публикации:
- Северное оленеводство: технол. процессы в домаш. север. оленеводстве / соавт.: А. Д. Мухачев и др.; НИИСХ Крайн. Севера. — М.: Полимед, 1997. — 201 с.
- Северное оленеводство: технология загот. и перераб. пантов, эндокрин.-фермент. и спец. сырья / НИИСХ Крайн. Севера. — М.: ПОЛТЕКС, 1998. — 136 с.
- Концепция-прогноз развития животноводства России до 2010 года / соавт.: Г. А. Романенко и др. — М., 2002. — 134 с.
- Технология производства продукции северного оленеводства / соавт.: А. С. Донченко и др. — М.: Столич. тип., 2008. — 152 с.
- Технолого-нормативные основы ведения оленеводства в условиях северной тайги Ямало-Ненецкого автономного округа: метод. рекомендации / соавт.: Г. С. Сивков и др.; Всерос. НИИ вет. энтомологии и арахнологии. — Тюмень, 2009. — 53 с.
- Конструирование закидного невода для рыболовства в условиях Восточной Сибири / соавт.: А. А. Гнедов и др.; НИИСХ Крайн. Севера и др. — Тюмень: Госрыбцентр, 2010. — 68 с.